# Riddagshausen
Riddagshausen è una località della Germania, frazione (Stadtteil) della città di Braunschweig, nel land della Bassa Sassonia.

## Storia
Nel 1146, il duca Enrico il Leone donò il primo villaggio qui costituitosi, con le sue terre e i suoi abitanti, chiamato “villam qui dicitus Ritdageshvsen” all'abbazia, che si chiamò da allora in poi in onore di questo insediamento Abbazia di Riddagshausen.
Già comune autonomo, fu incorporato a Braunschweig nel 1934.